# Liste der Kulturdenkmäler in Quiddelbach
In der Liste der Kulturdenkmäler in Quiddelbach sind alle Kulturdenkmäler der rheinland-pfälzischen Ortsgemeinde Quiddelbach aufgeführt. Grundlage ist die Denkmalliste des Landes Rheinland-Pfalz (Stand: 12. Juni 2023).

## Einzeldenkmäler
| Bezeichnung                                    | Lage                | Baujahr | Beschreibung               | Bild                           |
| ---------------------------------------------- | ------------------- | ------- | -------------------------- | ------------------------------ |
| Katholische Kapelle St. Apollinaris und Jacobi | Hauptstraße 19 Lage | 1881/83 | Bruchsteinsaalbau, 1881/83 | weitere Bilder Fotos hochladen |